# 지방산 대사
지방산이 대사되면 다량의 ATP를 생성한다. 많은 유형의 세포들이 ATP를 생성하기 위해 포도당 또는 지방산을 사용할 수 있다. 지방산(섭취 또는 지방 조직에 저장된 트라이글리세라이드에 의해서 제공된)은 근육 수축과 일반적인 물질대사를 위한 에너지원으로 역할을 하기 위해 세포에 존재한다. 지방산은 세포 내 미토콘드리아에 의해 CO2와 물로 분해되는 과정에서 대량의 에너지를 방출하며, 방출된 에너지의 일부를 β 산화와 시트르산 회로를 통해 ATP의 형태로 저장한다.

## 지방산 대사
지방산 대사는 지방산 산화과정으로는 에너지를 방출하는 반응들로 β 산화과정을 거쳐 아세틸-CoA가 생성된후 시트르산 회로로 들어간다. 한편 지방산 생합성 과정은 에너지를 축적하는 반응들로 FAS(Fatty acid synthase)가 관여한다. 아세틸-CoA가 아세틸 CoA 카복실레이스(ACC, acetyl CoA carboxylase)효소에 의해 말로닐-CoA로 전환을 개시한다.

## MAPK/ERK경로
주된 맥락(context)에서 다양한 옵션 경로를 갖을수있는 MAPK/ERK경로(MAPK/ERK pathway)는 포도당과 젖산의 농도로 이를 관련된 조절인자처럼 사용할 수 있다는 메카니즘에서 골격근의 근섬유와 근원섬유의 세포내에서 느리지만 지속적인 근육활동을 감지함에 따라 빠른 에너지를 제공할 수 있는 포도당보다는 저장된 지방산을 분해하여 에너지원으로 사용하도록하는 신호전달체계를 작동시킬 수 있다고 알려져있다.

## 같이 보기
- 지방세포
- 해당과정
- JAK-STAT 경로